# Ukraines håndboldlandshold (herrer)
Ukraines håndboldlandshold for mænd er det mandlige landshold i håndbold for Ukraine. Det repræsenterer landet i internationale håndboldturneringer. De reguleres af Ukraines håndboldforbund.